# Oleandra undulata
Oleandra undulata är en ormbunkeart som först beskrevs av Carl Ludwig Willdenow, och fick sitt nu gällande namn av Ren-Chang Ching. Oleandra undulata ingår i släktet Oleandra och familjen Oleandraceae. Inga underarter finns listade.